# Clara Espar i Llaquet
Clara Espar Llaquet (Barcelona, 29 de setembre de 1994) és una jugadora waterpolo catalana. És germana de la també jugadora internacional Anna Espar i el seu pare és l'entrenador d'handbol Xesco Espar. Va participar en el mundial de 2015 de Kazan i a l'any següent en els Jocs Olímpics de Rio de Janeiro 2016, en el qual l'equip espanyol va aconseguir el cinquè lloc.

## Palmarès
Selecció espanyola
- 1 medalla d'argent als Jocs Olímpics d'Estiu de 2020
- 2 medalles d'argent als Campionat del Món de waterpolo: 2017, 2019
- 1 medalla d'or als Campionat d'Europa de waterpolo: 2020
- 1 medalla de bronze als Campionat d'Europa de waterpolo: 2018
- 1 medalla d'or al Jocs Mediterranis de 2018

Clubs
- 2 Eurolliga femenina de la LEN: 2010-11, 2015-16
- 1 Supercopa d'Europa de waterpolo femenina: 2016-17
- 3 Lliga espanyola de waterpolo femenina: 2010-11, 2015-16, 2016-17
- 3 Copa espanyola de waterpolo femenina: 2009-10, 2010-11, 2016-17
- 4 Supercopa espanyola de waterpolo femenina: 2009-10, 2010-11, 2015-16, 2016-17